# 1980 en bande dessinée
| Années de la bande dessinée : 1977 - 1978 - 1979 - 1980 - 1981 - 1982 - 1983    |
| Décennies de la bande dessinée : 1950 - 1960 - 1970 - 1980 - 1990 - 2000 - 2010 |

Cet article présente les faits marquants de l'année 1980 en bande dessinée.

## Événements
- 25 au 27 janvier : 7e Festival international de la bande dessinée d'Angoulême : Festival d'Angoulême 1980.
- septembre : sortie de Uncanny X-Men #137 ("La mort de Phoenix", par Chris Claremont et John Byrne, l'un des plus mémorable épisodes de la série, devenue la nouvelle série à succès de l'éditeur), chez Marvel Comics
- octobre : apparition du personnage de Cyborg (membre des Jeunes Titans) dans DC Comics Presents #26.

## Nouveaux albums
Voir aussi : Albums de bande dessinée sortis en 1980

### Franco-belge
| Sortie  | Titre                                | Scénariste  | Dessinateur | Coloriste     | Éditeur                |
| ------- | ------------------------------------ | ----------- | ----------- | ------------- | ---------------------- |
| octobre | Ugaki, t. 1 : Le Serment du samouraï | Robert Gigi | Robert Gigi |               | Dargaud                |
| ?       | Silence                              | Comès       | Comès       | noir et blanc | (À suivre) - Casterman |
| ?       | …                                    |             |             |               |                        |

### Comics
| Sortie | Titre       | Scénariste | Dessinateur | Coloriste | Éditeur |
| ------ | ----------- | ---------- | ----------- | --------- | ------- |
| ?      | à compléter |            |             |           |         |
| ?      | …           |            |             |           |         |

### Mangas
| Sortie | Titre       | Scénariste | Dessinateur | Coloriste | Éditeur |
| ------ | ----------- | ---------- | ----------- | --------- | ------- |
| ?      | à compléter |            |             |           |         |
| ?      | …           |            |             |           |         |

## Naissances
- avril : GeyseR
- 10 avril : Aurélia Aurita
- 11 juin : Paul Cauuet, dessinateur
- 10 août : Baptiste Gaubert dit Gobi
- 30 septembre : Le Fab
- 20 octobre : Ryan North, auteur de comics
- Naissances de David Etien, Aseyn

## Décès
- 24 janvier : Joe King, auteur de comic strips
- 19 juin : Jijé
- décembre : Dick Briefer, auteur de comics